# Asiagomphus corniger
Asiagomphus corniger е вид водно конче от семейство Gomphidae.

## Разпространение
Видът е разпространен в Китай (Юннан).